# Antônio Emidio Vilar

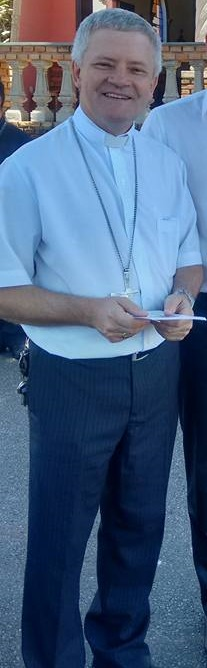
Antônio Emidio Vilar, 2016

Bischofswappen von Antônio Emidio Vilar

Antônio Emidio Vilar SDB (* 14. November 1957 in Guardinha, Minas Gerais) ist ein brasilianischer Ordensgeistlicher und römisch-katholischer Erzbischof von São José do Rio Preto.

## Leben
Antônio Emidio Vilar wuchs in Batatais auf und besuchte ab 1969 das Kleine Seminar der Salesianer Don Boscos in Pindamonhangaba. Anschließend trat er der Ordensgemeinschaft der Salesianer Don Boscos bei. Vilar absolvierte das Noviziat in Lavrinhas und Pindamonhangaba, wo er am 31. Januar 1976 die Profess ablegte. Von 1976 bis 1978 studierte er Philosophie und Pädagogik in Lorena. Es folgten pastorale Praktika in Lavrinhas (1979–1980) und am Instituto Dom Bosco in Bom Retiro (1980–1981). Anschließend setzte Antônio Emidio Vilar seine Studien in Rom fort, wo er an der Päpstlichen Universität der Salesianer ein Baccalaureato und 1986 ein Lizenziat im Fach Katholische Theologie erwarb. Am 9. August 1986 empfing er in der Pfarrkirche Senhor Bom Jesus da Cana Verde in Batatais das Sakrament der Priesterweihe.
Vilar war zunächst als Studienkoordinator und Lehrer am Kleinen Seminar der Salesianer in Pindamonhangaba tätig, dessen Direktor er 1990 zusätzlich wurde. Daneben lehrte er von 1987 bis 1989 Philosophie in Lorena. 1991 wurde Antônio Emidio Vilar Studienkoordinator und Professor am Centro Universitário Salesiano (Unisal Pio XI) in São Paulo. Ab 1994 war er dessen Rektor. Außerdem war er von 1991 bis 1998 Mitglied der Sociedade de Teologia e Ciências da Religião (Soter). Von 1999 bis 2007 wirkte Vilar als Novizenmeister in São Carlos. Zudem war er von 2002 bis 2007 Direktor des Werkes Salesianos São Carlos und gehörte von 2006 bis 2007 dem Priesterrat des Bistums São Carlos an. Daneben war er von 1987 bis 2008 als Richter am Kirchengericht des Erzbistums Aparecida tätig. Ab 2008 war Antônio Emidio Vilar Pfarrer der Pfarrei Nossa Senhora Auxiliadora in São Paulo und Direktor des Instituto Dom Bosco im Stadtteil Bom Retiro.
Am 23. Juli 2008 ernannte ihn Papst Benedikt XVI. zum Bischof von São Luíz de Cáceres. Der Erzbischof von São Paulo, Odilo Pedro Kardinal Scherer, spendete ihm am 27. September desselben Jahres in der Kirche Nossa Senhora Auxiliadora in São Paulo die Bischofsweihe; Mitkonsekratoren waren der emeritierte Bischof von Tubarão, Hilário Moser SDB, und der emeritierte Bischof von São Luíz de Cáceres, José Vieira de Lima TOR. Sein Wahlspruch A vida pelas ovelhas („Ein Leben für die Schafe“) stammt aus Joh 10,11 . Die Amtseinführung erfolgte am 25. Oktober 2008. Zudem war Antônio Emidio Vilar in der Region Oeste 2 der Brasilianischen Bischofskonferenz Verantwortlicher für die Jugend und die Liturgie sowie für das Philosophisch-Theologische Studienzentrum Sedac und die Kirchengerichte. Ferner gehörte er von 2011 bis 2019 der Jugendkommission der Brasilianischen Bischofskonferenz an.
Papst Franziskus bestellte ihn am 28. September 2016 zum Bischof von São João da Boa Vista. Die Amtseinführung erfolgte am 20. November desselben Jahres. Außerdem war Vilar bis 2022 in der Region Sul 1 Verantwortlicher für die Jugend. Am 19. Januar 2022 ernannte ihn Papst Franziskus zum Bischof von São José do Rio Preto. Die Amtseinführung fand am 19. März desselben Jahres statt.
Mit der Erhebung des Bistums zum Erzbistum São José do Rio Preto am 22. Mai 2025 ernannte ihn Papst Leo XIV. zu dessen erstem Erzbischof.